# William Timothy Gowers
William Timothy Gowers, född 1963 i Wiltshire, är en brittisk matematiker. Gowers är främst verksam inom kombinatorik och funktionalanalys, samt angränsande områden. Han tilldelades Fieldsmedaljen 1998. 
För närvarande har Gowers Rouse Ball-professuren i matematik vid Universitetet i Cambridge, och han är Fellow vid Trinity College.